# La Mort des nations
 (juillet 2021).
La Mort des nations (titre original : The Death of Nations) est un roman de fantasy écrit en par l'auteur britannique David Gemmel, paru en 1990 en Angleterre et en 2002 en France. Ce roman est le second volume du cycle Le Lion de Macédoine qui comporte quatre tomes. Il fait suite à L'Enfant maudit.